# Yasen (lớp tàu ngầm)
Tàu ngầm lớp Yasen, định danh của Nga là Project 885 Yasen và Project 885M Yasen-M (tiếng Nga: Ясень, n.đ. 'cây tần bì', Tên ký hiệu của NATO: Severodvinsk), hay cũng thường được nhắc đến là tàu ngầm lớp Graney, là một lớp tàu ngầm tấn công chạy bằng năng lượng hạt nhân. Tàu được thiết kế bởi Viện thiết kế hàng hải Malakhit, và được đóng bởi Sevmash để trang bị cho Hải quân Nga. Việc thiết kế con tàu được bắt đầu từ những năm 1980s với chiếc đầu tiên được khởi đóng vào những năm 1990s và đến 2013 được đưa vào trang bị. Hai chiếc tàu ngầm thuộc lớp cải tiến Yasen-M với thiết kế ngắn hơn nguyên mẫu đã được đưa vào hoạt động năm 2021 và thêm sáu chiếc khác đang được đóng mới.  trên thiết kế của tàu ngầm lớp Akula và lớp Alfa, tàu ngầm lớp Yasen sẽ thay thế các tàu ngầm tấn công năng lượng hạt nhân có từ thời kỳ Liên Xô. Tàu ngầm lớp Akula được thiết kế tối ưu cho nhiệm vụ tìm diệt tàu ngầm đối phương, trong khi đó phiên bản tàu ngầm Yasen lại được sử dụng như nền tảng để phóng tên lửa có điều khiển (SSGN).

## Lịch sử
Tàu ngầm lớp Yasen được thiết kế bởi Cục thiết kế hàng hải Malakhit, vốn ra đời từ sự sáp nhập của các viện thiết kế SKB-143 và TsKB-16 vào cuối những năm 1950s. Công việc thiết kế tàu ban đầu được bắt đầu vào năm 1977 và hoàn thành vào năm 1985. Malakhit là một trong ba viện thiết kế tàu ngầm chính của Nga, bên cạnh Viện thiết kế hàng hải trung ương Rubin Cục thiết kế trung ương Lazurit.
Con tàu đầu tiên được khởi đóng vào ngày 21 tháng Mười hai năm 1993, và dự kiến đưa vào trang bị năm 1998. Tuy nhiên, chương trình phát triển con tàu đã bị chậm trễ do thiếu vốn đầu tư và dường như trong suốt năm 1996, công việc liên quan đến phát triển tàu ngầm hoàn toàn bị ngừng lại. Một số báo cáo đưa ra rằng tính đến năm 1999, con tàu mới chỉ hoàn thiện chưa đến 10%. Năm 2003 chương trình phát triển đã nhận được thêm vốn bổ sung và công việc hoàn thiện con tàu đã được bắt đầu lại.
Năm 2004, có báo cáo rằng công việc đóng tàu phát triển tốt, tuy nhiên, do việc tập trung vào lớp tàu ngầm Borei mới, dẫn đến việc chiếc tàu ngầm đầu tiên của lớp Yasen (Severodvinsk) không thể hoàn thành kịp trước năm 2010. Vào tháng Bảy năm 2006 chủ tịch của Uỷ ban công nghiệp quốc phòng Nga là Vladislav Putilin đã tuyên bố sẽ có hai tàu ngầm lớp Yasen gia nhập Hải quân Nga trước năm 2015.
Ngày 24 tháng Bảy năm 2009, tàu ngầm thứ hai, chiếc Kazan bắt đầu được khởi đóng. Ngày 26 tháng Bảy, Hải quân Nga đã tuyên bố kể từ năm 2011, mỗi năm sẽ có một tàu ngầm đa nhiệm được khởi đóng, và không chỉ riêng lớp tàu Yasen.
Tháng Tám năm 2009, trong một bản báo cáo từ Tình báo Hải quân Mỹ, tàu ngầm Yasen được đánh giá là tùa ngầm có tiếng ồn thấp nhất và khó bị phát hiện nhất trong Hải quân Nga, nhưng vẫn chưa sánh được với tàu ngầm của Hải quân Mỹ, ví dụ lớp Seawolf và lớp Virginia.

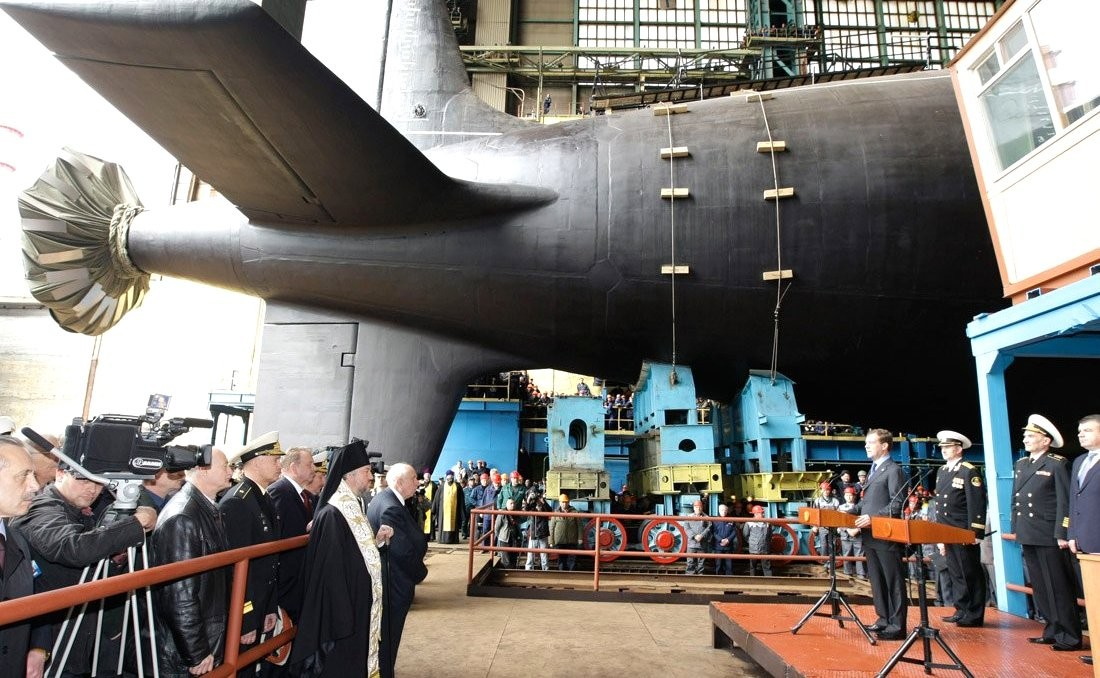
Lễ bàn giao tàu ngầm Severodvinsk.

Ngày 26 tháng Bảy năm 2013, chiếc tàu ngầm thứ ba, Novosibirsk, được đặt ki.
Ngày 17/6/2014 tàu ngầm Severodvinsk đã được bàn giao cho Hải quân Nga.
Tàu ngầm Kazan được cho là cùng với năm tàu ngầm hạt nhân khác, được triển khai ở biển Bắc Đại Tây Dương vào mùa Xuân năm 2020. Dù vậy, con tàu vẫn được thử nghiệm thêm trên biển.
Ngày 4/10/2021, tàu ngầm Severodvinsk đã thực hiện hai vụ phóng tên lửa Zircon từ cả trong trạng thái nổi và chìm. Tên lửa phóng từ biển Trắng đã bắn trúng mục tiêu trên biển Barents.

## Thiết kế

Mặt cắt tàu ngầm Yasen

Tàu ngầm lớp Yasen được thiết kế với công nghệ tiên tiến với trang bị gồm tên lửa hành trình, tên lửa chống tàu, chống ngầm như P-800 Oniks, họ tên lửa Kalibr hoặc tên lửa 3M51. Kalibr-PL được phát triển với nhiều phiên bản gồm 3M54K (pha cuối đạt tốc độ siêu âm) và 3M54K1 (tốc độ dưới âm), tên lửa 91R1 chống ngầm, và phiên bản đối đất 3M14K. Trong tương lai, Hải quân Nga sẽ có khả năng trang bị cho các tàu ngầm 885M tên lửa siêu vượt âm 3M22 Zircon. Mỗi tàu ngầm có khả năng mang theo 32 tên lửa Kalibr hoặc 24 tên lửa Oniks (một số nguồn nói có khả năng mang 40 tên lửa Kalibr và 32 tên lửa Onik) được chứa trong tám (mười đối với 885M) ống phóng thẳng đứng. Tàu ngầm cũng sẽ có mười ống phóng ngư lôi cỡ 533 mm, cũng như mìn và tên lửa chống ngầm RPK-7.
Đây là lớp tàu ngầm đầu tên của Nga được trang bị sonar định vị thủy âm dạng cầu, với tên định danh MGK-600 Irtysh-Amfora. Sonar này đã được thử nghiệm trên tàu ngầm lớp Yankee. Do kích thước lớn của sonar dạng cầu, ống phóng ngư lôi được đặt nghiêng. Thân tàu ngầm được chế tạo từ thép có độ từ tính thấp. Khác với các tàu ngầm khác của Nga được thiết kế với hai lớp vỏ, tàu ngầm lớp Yasen được thiết kế với phần lớn là một lớp. Số lượng thủy thủ đoàn là 85 đối với tàu đề án 885 và 65 đối với đề án 885M, cho thấy độ tự động hóa rất cao của các hệ thống trên tàu ngầm. Ở chiều ngược lại, tàu ngầm lớp Virginia mới nhất của Mỹ có thủy thủ đoàn 134 người.
Tàu ngầm lớp Yasen cũng là tàu ngầm đầu tiên được trang bị lò phản ứng hạt nhân thế hệ thứ tư. Lò phản ứng được phát triển bởi Afrikantov OKBM, sẽ có tuổi thọ lõi hạt nhân là 25 đến 30 năm và không cần phải nạp lại nhiên liệu hạt nhân. Tuốc bin hơi nước cho tàu ngầm được phát triển bởi Kaluga Turbine Works. Việc sử dụng lò phản ứng KTP-6 mới trên tàu ngầm Yasen-M cũng khiến tiếng ồn thủy âm của tàu được giảm đi rõ rệt.
Tàu ngầm Yasen cũng được trang bị khoang thoát hiểm VKS cho thủy đoàn đặt ở vị trí cột tàu.

## Giá thành
Ước tính ban đầu, giá thành chế tạo của chiếc đầu tiên thuộc lớp Yasen khoảng 1 tỉ đô la đến 2 tỉ đô la. Năm 2011, có báo cáo cho biết chiếc đầu tiên, tàu ngầm Severodvinsk, có đơn giá 50 tỉ rúp, tương đương với 1,6 tỉ đô la trong khi chiếc thứ hai, Kazan, sẽ có đơn giá khoảng 47 tỉ rúp (725 triệu đô la). Năm 2011, Bộ trưởng quốc phòng Nga Anatoliy Serdyukov chỉ trích việc đội giá thành của tàu ngầm lớp Borei và Yasen, ông đã nói sự đội giá của tàu ngầm đầu tiên và chiếc thứ hai của lớp Yasen là không thể hiểu được. Tuy nhiên, ông nhấn mạnh Bộ quốc phòng và nhà máy đóng tàu Sevmash sẽ giải quyết vấn đề giá thành. Tập đoàn đóng tàu thống nhất cho biết lượng công việc của Sevmash chỉ đóng góp 30% giá thành, 70% còn lại đến từ các nhà thầu/nhà cung cấp phụ.

## Tương lai
Do vấn đề về giá thành của các tàu ngầm đầu tiên lớp Yasen mà một số nguồn tin cho rằng thế hệ tàu ngầm tấn công nhanh tiếp theo sẽ có kích thước nhỏ hơn với trang bị vũ khí khiêm tốn hơn. Thế hệ tàu ngầm tiếp theo kế thừa Yasen được phát triển từ năm 2015 và được truyền thông gọi là lớp Husky. Hiện tại thiết kế cuối cùng của con tàu mới chưa được hoàn tất và có khả năng quay về thiết kế truyền thống với ống phóng ngư lôi ở phía mũi (thay vì ở giữa như tàu ngầm Yasen) và có sonar bé hơn. Tàu ngầm đầu tiên dự kiến sẽ được chuyển giao cho Hải quân Nga vào năm 2027.